# Rolls-Royce Silver Dawn
Der Rolls-Royce Silver Dawn (dt.: Silberne Dämmerung) war ein Pkw, den Rolls-Royce in den Jahren 1949–1955 in ihrem Werk in Crewe baute. Es war der erste Rolls-Royce mit Werkskarosserie. Auf Wunsch waren auch reine Chassis erhältlich, die einen individuellen Aufbau erhielten.

## Modellgeschichte
Das Fahrgestell des Rolls-Royce Silver Dawn war ein modifiziertes Silver-Wraith-Chassis. Auf dieser Basis wurde zunächst der bis 1952 gebaute Bentley Mark VI mit einer Werkskarosserie versehen. Aus dem Bentley wurde dann mit minimalen Änderungen (Kühler, Motorhaube, Instrumente) der Silver Dawn entwickelt. Eine weitere Abwandlung war der bis 1955 gebaute Bentley R-Type. Zunächst wurde der Silver Dawn als Exportmodell eingeführt. Die linksgelenkte Ausführung hatte Lenkradschaltung. Erst ab Oktober 1953 war der dann mit dem Bentley R-Type baugleiche Silver Dawn in Großbritannien verfügbar.
In sechs Jahren wurden gerade einmal 760 Exemplare gefertigt. Frühe Modelle bis ca. Mai 1954 hatten ein anderes Armaturenbrett als die Bentley-Typen und einen Auspuff mit nur einem Rohr. Spätere Modelle hatten das gleiche Armaturenbrett wie der Bentley und auch den Zweirohrauspuff, wie im Bentley R-Type. Bei den Standard Steel-Autos unterschieden sich im gesamten Produktionszeitraum die Blechteile vor der Spritzwand leicht von denen des Bentley.
Der gegengesteuerte (Inlet over Exhaust) Reihensechszylindermotor hatte im Zylinderkopf hängende Einlassventile und seitlich stehende Auslassventile. Der Hubraum von ursprünglich 4257 cm³ wurde 1951 auf 4566 cm³ vergrößert. Bis 1952 war ein einzelner Fallstromvergaser von Stromberg eingebaut, danach ein Zenith-Vergaser.
Zuerst waren die Wagen nur mit manuell geschaltetem Vierganggetriebe lieferbar, wobei ab 1952 die Wagen mit einem Fahrgestell der E-Serie (das dem Fahrgestell der Bentley-R-Serie entsprach) auch mit vierstufiger Automatik zu ordern waren. Anders als häufig behauptet, wurde das Automatikgetriebe nie serienmäßig geliefert und es gab das voll synchronisierte Schaltgetriebe bis zur Einstellung der Modellreihe.
Vorne waren die Räder einzeln an Doppelquerlenkern mit Schraubenfedern aufgehängt, hinten gab es eine angetriebene Starrachse an Längsblattfedern. Die Wagen hatten bis 1953 einen genieteten Rahmen, ab diesem Zeitpunkt wurden die Rahmen geschweißt. Das Bremssystem war teilhydraulisch; vorne wurden die Bremsen mit Bremskraftverstärker und Trommeln mit 311 mm Durchmesser hydraulisch betätigt. Hinten waren mechanische Bremsen (System Hispano-Suiza) im Einsatz.

## Aufbauvarianten
Der Silver Dawn wurde sowohl als Komplettfahrzeug (mit werksgefertigten Karosserien) als auch als Chassis angeboten und verkauft. Das Chassis konnten sich die Käufer mit einem individuellen Aufbau beim Stellmacher (Coachbuilder) bauen lassen. Harold Radford Coachbuilders baute auf Kundenwunsch in die Serienkarosserien eine große Heckklappe mit Picknickutensilien sowie ausklappbaren Sitzen ein. Diese Modelle wurden Countryman genannt.
Ein Silver Dawn mit Werkskarosserie und Automatikgetriebe wurde 1954 von der britischen Zeitschrift The Motor getestet und man stellte eine Höchstgeschwindigkeit von 151 km/h und eine Beschleunigung von 0–100 km/h in 15,2 s fest. Der Benzinverbrauch lag bei 18,3 l/100 km. Der Testwagen kostete £ 4704 einschließlich Steuern.